# Korfbalclub Hoboken 2000
Korfbalclub Hoboken 2000 was een Belgische korfbalclub uit Hoboken.

## Historiek
De club werd opgericht op 7 januari 1999, ze ontstond uit een fusie van de Notelaer en Wilrijk KC. In 2016 fusioneerde de club met Royal Mercurius KC tot Hoboken Mercurius Korfbalclub (HMKC), hierbij werd het stamnummer van KC Hoboken 2000 overgenomen.
Hun terreinen waren gelegen in Fort 8. De clubkleuren waren rood-blauw.